# (10207) Comeniana
(10207) Comeniana – planetoida z grupy pasa głównego asteroid okrążająca Słońce w ciągu 3 lat i 273 dni w średniej odległości 2,41 j.a. Została odkryta 16 sierpnia 1997 roku. Przed nadaniem nazwy planetoida nosiła oznaczenie tymczasowe (10207) 1997 QA.